# Handball-Oberliga Baden-Württemberg der Männer 2002/03
Die Handball-Oberliga Baden-Württemberg 2002/03 wurde unter dem Dach der Handballverbände Baden, Südbaden sowie  Württemberg organisiert. Sie ist die höchste Spielklasse des Verbundes und war unterhalb der Regionalliga als vierthöchste Spielklasse im deutschen Ligensystem eingestuft.

## Saisonverlauf
Die Handball-Oberliga Baden-Württemberg 2002/03 war die dritte Ausspielung dieser Handballliga.

### Modus
Fünfzehn Mannschaften spielten eine Vor- und Rückrunde. Nach Abschluss der daraus resultierenden Spieltage sind der Meister und Vizemeister in die Regionalliga Süd aufgestiegen. Zwei Mannschaften mussten in die vom Badischen-, Südbadischen- und Württembergischen-Handballverband organisierten Ligen absteigen.

## Teilnehmer
Nicht mehr dabei waren die Auf- und Absteiger der Vorsaison. Neu hinzukamen die Absteiger (A) der Regionalliga Süd und die Aufsteiger (N) aus den Verbandsligen.

Handballverband Baden

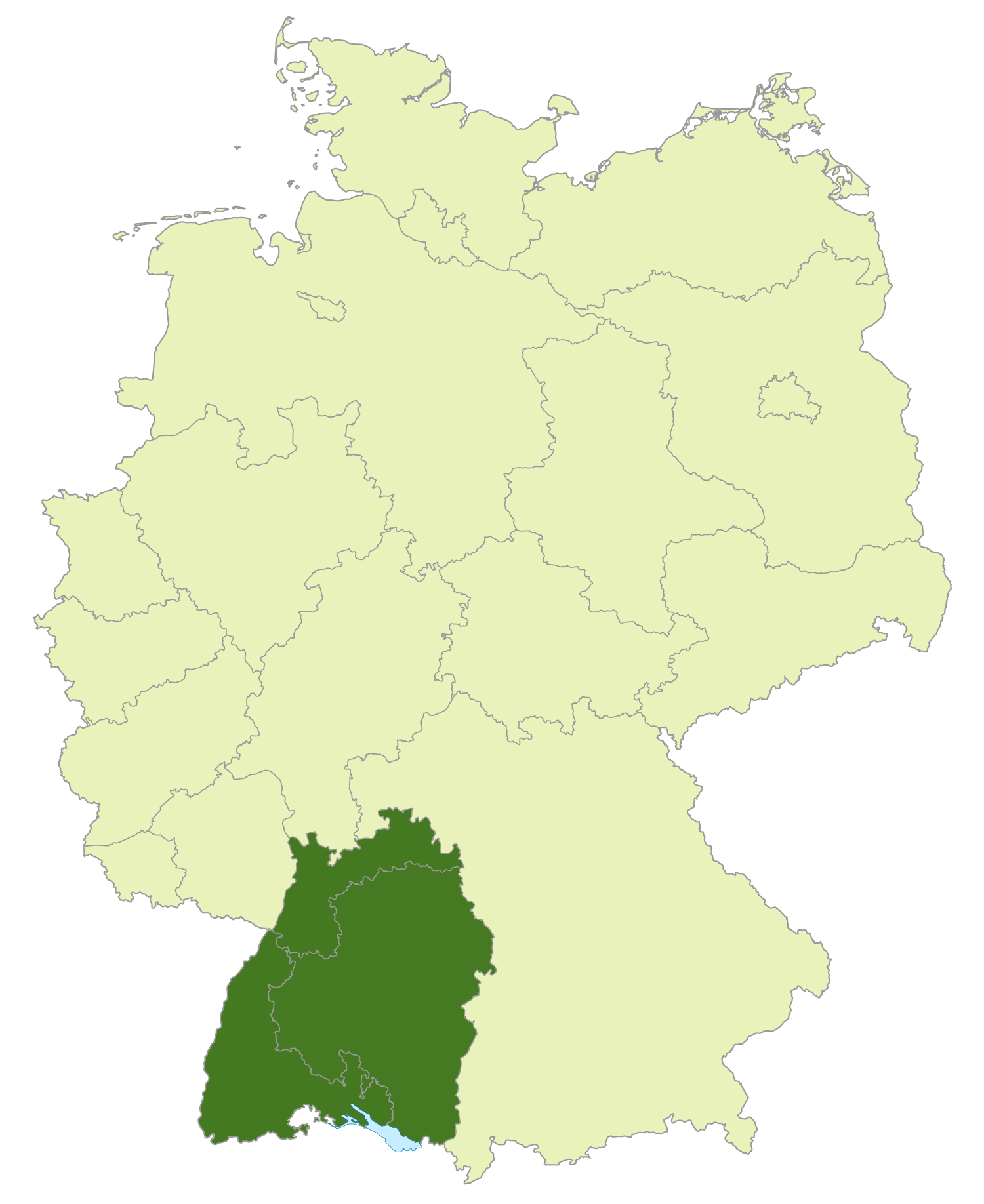
Bereich Handball-Oberliga
Baden-Württemberg

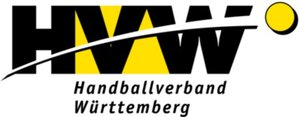
Handballverband Württemberg

### Abschlussplatzierungen
|  1. SG Heddesheim  2. SG Köndringen/Teningen (A) - 3. TSV Neuhausen/Filder (N) - 4. SV Remshalden - 5. SKV Oberstenfeld (A) - 6. HG Königshofen/Sachsenflur (N) - 7. TSV Birkenau - 8. SG Pforzheim/Eutingen - 9. TSV Bad Saulgau - 10 TuS Altenheim (N) - 11 HBW Balingen-Weilstetten II (N) - 12 BSV Phönix Sinzheim  13. TuS Oberhausen (R) - 14 TuS Helmlingen 1920  15. HSG Albstadt |

(A) = Absteiger aus der Regionalliga Süd (N) = neu in der Liga (R) = Rückzug
  Meister und Aufsteiger zur Regionalliga Süd 2003/04
  Aufsteiger zur Regionalliga Süd 2003/04
- Für die Oberliga 2003/04 qualifiziert